# Alexandrie. Une histoire et un guide

Alexandrie. Une histoire et un guide (Alexandria. A History and Guide) est un ouvrage de l'écrivain anglais E. M. Forster, dont la première version est parue en 1922. Organisé en deux parties, dont la première est une histoire de la ville d'Alexandrie, en Égypte, depuis sa fondation par Alexandre le Grand jusqu'à l'époque contemporaine et la seconde un guide destiné aux visiteurs, l'ouvrage s'inscrit dans la longue tradition littéraire inspirée par cette ville, représentée aussi au XXe siècle par le poète grec Constantin Cavafy, l'écrivain britannique Lawrence Durrell (Le Quatuor d'Alexandrie) ou encore le romancier égyptien Édouard Al-Kharrat.

## Le séjour de Forster à Alexandrie

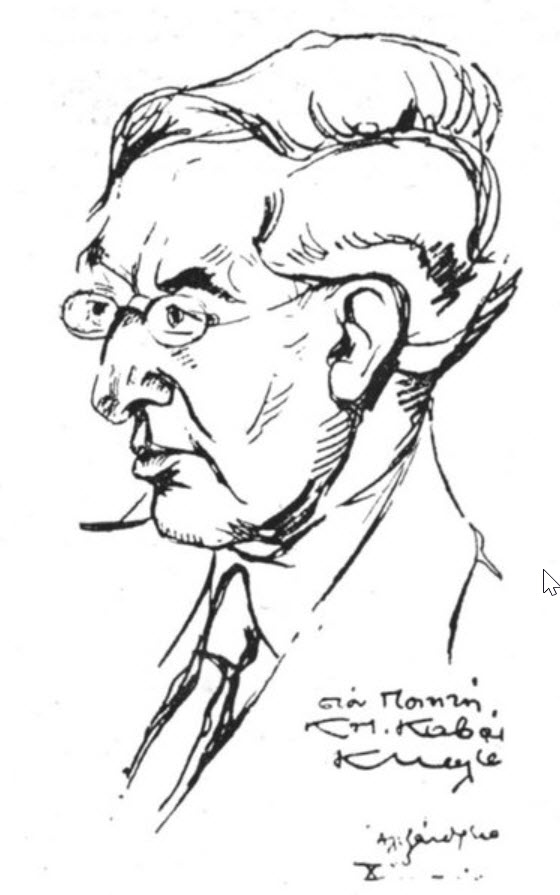
C.P. Cavafy (1863-1933), personnage emblématique d'Alexandrie et ami de E.M. Forster, par Konstantinos Maleas, vers 1920.

Forster arrive à Alexandrie à l'automne 1915. Jusqu'au début de 1919, il y travaille comme volontaire pour la Croix-Rouge, ce qui lui laisse beaucoup de temps pour découvrir la ville en profondeur et accumuler connaissances et impressions qui vont alimenter les articles qu'il publie dans des journaux anglophones de la ville, surtout l’Egyptian Mail, un hebdomadaire paraissant le dimanche — articles qui seront réunis, avec des remaniements, dans Pharos and Pharillion en 1923. Il amasse aussi la matière de son ouvrage de 1922. Il se lie avec Constantin Cavafy. Il vit sa première véritable relation homosexuelle ; son ami, Mohammed el Adl, est un conducteur de tramway qu'il a rencontré au cours de ses déambulations dans la cité. Au début de l'année 1919, Forster rentre en Angleterre.

## L'histoire du livre
Le livre a eu une histoire difficile. La première édition, publiée à Alexandrie en 1922 par une entreprise locale, succursale de l'imprimeur londonien Whitehead Morris, connut une diffusion très limitée, car un incendie dans les réserves de l'imprimeur détruisit la plupart des exemplaires. La deuxième édition, revue, parue en 1938 chez le même éditeur, n'a pas rencontré le public qu'elle pouvait espérer en raison du contexte politique et du déclenchement de la Seconde Guerre mondiale,. Quant à la réédition de 1961, elle est sortie quand Alexandrie n'était plus la ville cosmopolite décrite par Forster, à la suite de l'expédition de Suez (octobre-novembre 1956) et du départ de nombreuses communautés juives, levantines, méditerranéennes qui faisaient l'originalité de la cité.

## Contenu de l'ouvrage

### Première partie
La première partie, historique, suit la chronologie. L'auteur développe longuement la période gréco-romaine et la période chrétienne de l'Antiquité tardive, jusqu'à la conquête arabe en 641, s'étendant sur les aspects culturels et religieux. Il passe en revanche très rapidement sur les périodes arabe et turque (celle-ci commençant en 1517) : pour lui, il s'agit d'un temps de déclin (« mille ans de silence ») : l'Égypte arabe se construit autour du Caire. Mais « Avec Napoléon commence une ère nouvelle ». Forster met alors en évidence le rôle essentiel de Méhémet Ali pour la renaissance d'Alexandrie et la création de la ville moderne, entre 1805 et 1848.
La partie historique se termine par une assez longue évocation des émeutes anti-européennes de juin-juillet 1882 et du bombardement d'Alexandrie (11 juillet 1882) par la flotte anglaise de l'amiral Seymour, prélude de la guerre anglo-égyptienne qui se termine en septembre 1882 par la victoire des Anglais sur Urabi Pacha et le début de l'occupation britannique de l'Égypte. Forster ne va pas au-delà ; il remarque qu'Alexandrie « est aujourd'hui politiquement plus proche du reste de l'Égypte qu'à tout autre moment de son histoire » , et il affirme que, si sa prospérité matérielle est assurée, elle ne peut pas rivaliser sur le plan culturel avec l'Alexandrie antique. Cette partie s'achève par le poème de Constantin Cavafy, Les dieux désertent Antoine, où l'on trouve ces vers : « « Salue Alexandrie qui s'en va (…) / Et salue Alexandrie que tu perds. »

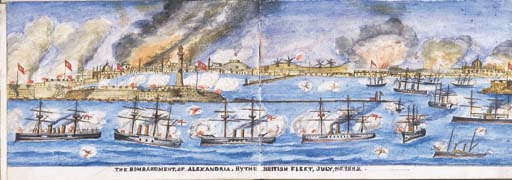
Le bombardement d'Alexandrie par la flotte britannique en juillet 1882. Esquisse à la gouache par Walter Spinks.

### Deuxième partie

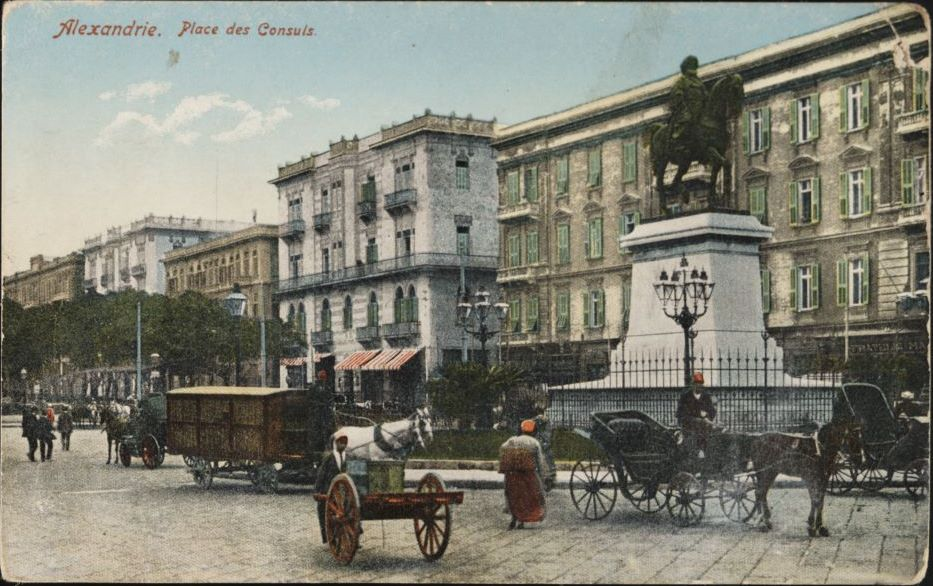
La statue équestre de Méhémet Ali sur l'ancienne place des Consuls, point de départ des six premières promenades proposées.

Dans la deuxième partie (le guide), Forster présente huit itinéraires de visite. Les six premiers partent de la Grand-Place (ancienne place des Consuls, aujourd'hui place Tahrir, c'est-à-dire place de la Libération), où se trouve la statue équestre en bronze de Méhémet Ali.
Le premier itinéraire part de la Grand-Place vers l'est et rejoint l'ancienne rue de Rosette, qui suit le tracé de la voie Canopique, artère principale de l'Alexandrie des Ptolémées (rues Fouad et El-Horeya) ; il permet d'atteindre à gauche le musée gréco-romain dont les collections sont décrites de manière extrêmement détaillée.
Le deuxième itinéraire conduit de la Grand-Place à Ras El-Tin, sur l'ancienne île de Pharos devenue une presqu'île, et à la nécropole d'Anfouchi, avec retour par le fort de Qaitbay, à l'emplacement du phare d'Alexandrie, et le port oriental. La troisième promenade se dirige, elle, vers le sud, jusqu'au canal Mahmoudieh (en), le canal qui relie Alexandrie au Nil, en passant par la cathédrale Sainte-Catherine d'Alexandrie, la « colonne de Pompée », qui date en fait de l'époque de Dioclétien, et les vestiges du sanctuaire de Sérapis, et enfin les catacombes de Kôm-el-Chougafa.

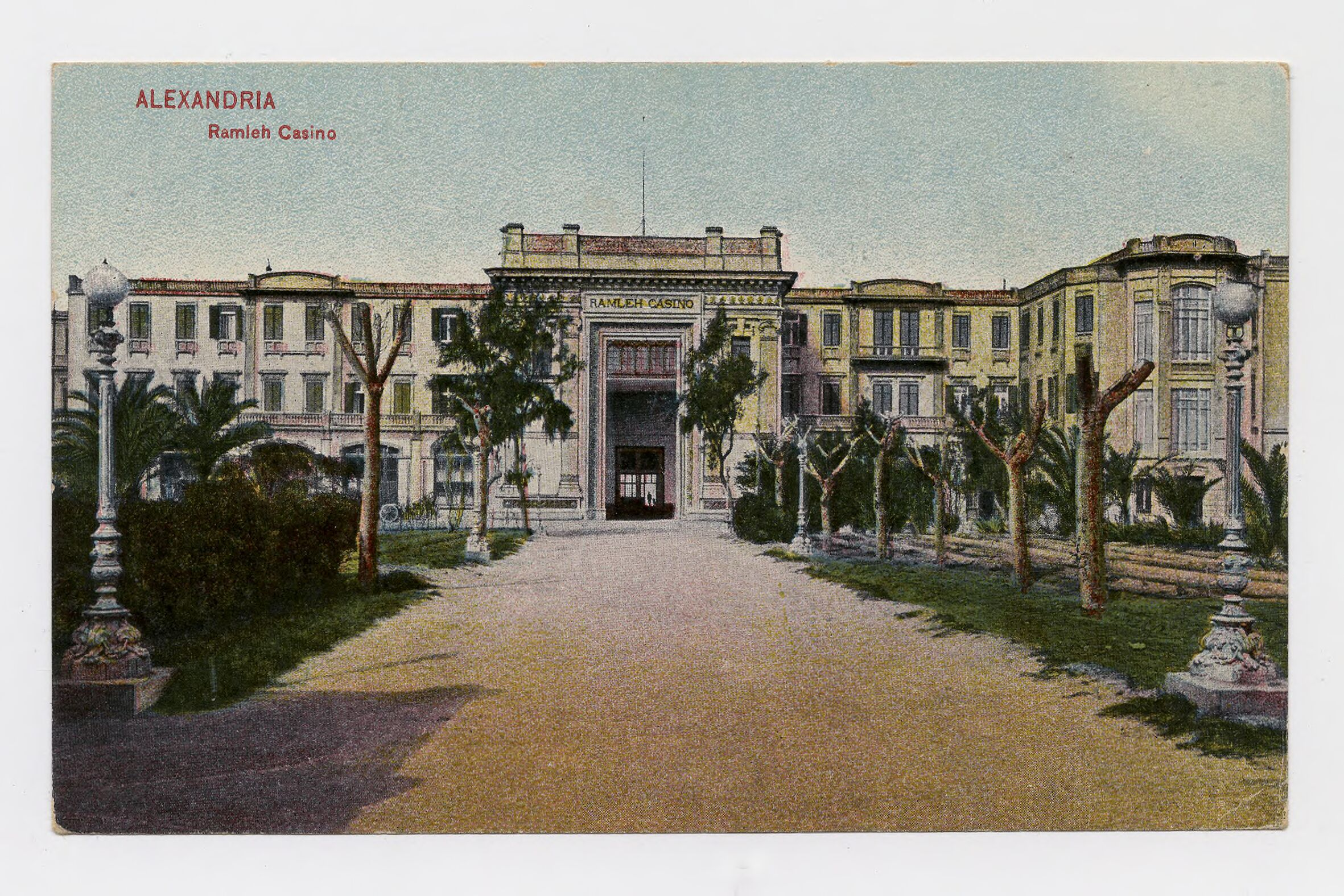
Le Casino de Ramleh.

La quatrième promenade va vers l'est et aboutit aux jardins Nouzha et au palais d'Antoniadis, tandis que la cinquième se dirige vers le nord-est, passe par la cathédrale Saint-Marc, siège du patriarcat copte orthodoxe, puis rejoint l'emplacement du Caesareum, où se trouvaient les Aiguilles de Cléopâtre, et continue en suivant les stations du tram vers Sidi Gaber, Ramleh — qui était alors la banlieue chic où résidaient les expatriés — puis San Stefano, pour aboutir au collège Victoria.
La sixième section est très courte : l'itinéraire part de la Grand-Place et se dirige vers le sud-ouest ; il passe par la butte de Kom el-Nadoura, surmontée par un sémaphore, traverse le canal Mahmoudieh puis le faubourg Gabbari, et aboutit au Mex (ou Max), à mi-chemin sur la grande courbe du port occidental. Les deux dernières sections correspondent à des excursions plus lointaines, qui pouvaient se faire par le train.
La septième permet de visiter Aboukir et Rosette, et au passage les jardins du palais de Montazah, résidence d'été des khédives, puis, à proximité d'Aboukir, les vestiges de la cité de Canope. La huitième et dernière, intitulée « Le désert libyen », se dirige vers l'ouest ; les points d'intérêt sont les ruines d'Abousir, en bord de mer, et le monastère de Saint-Ménas, à la limite du désert, avec possibilité de prolonger plus loin au sud, dans le désert, jusqu'au Ouadi Natroun.
Suivent enfin quatre appendices développant des points particuliers : I. Les communautés religieuses modernes.– II. La mort de Cléopâtre.–III. Les évangiles apocryphes d'Égypte.– IV. La profession de foi de Nicée.
Dans tout l'ouvrage, l'auteur établit des renvois de la première à la seconde partie et vice versa. Une bibliographie complète l'ouvrage.

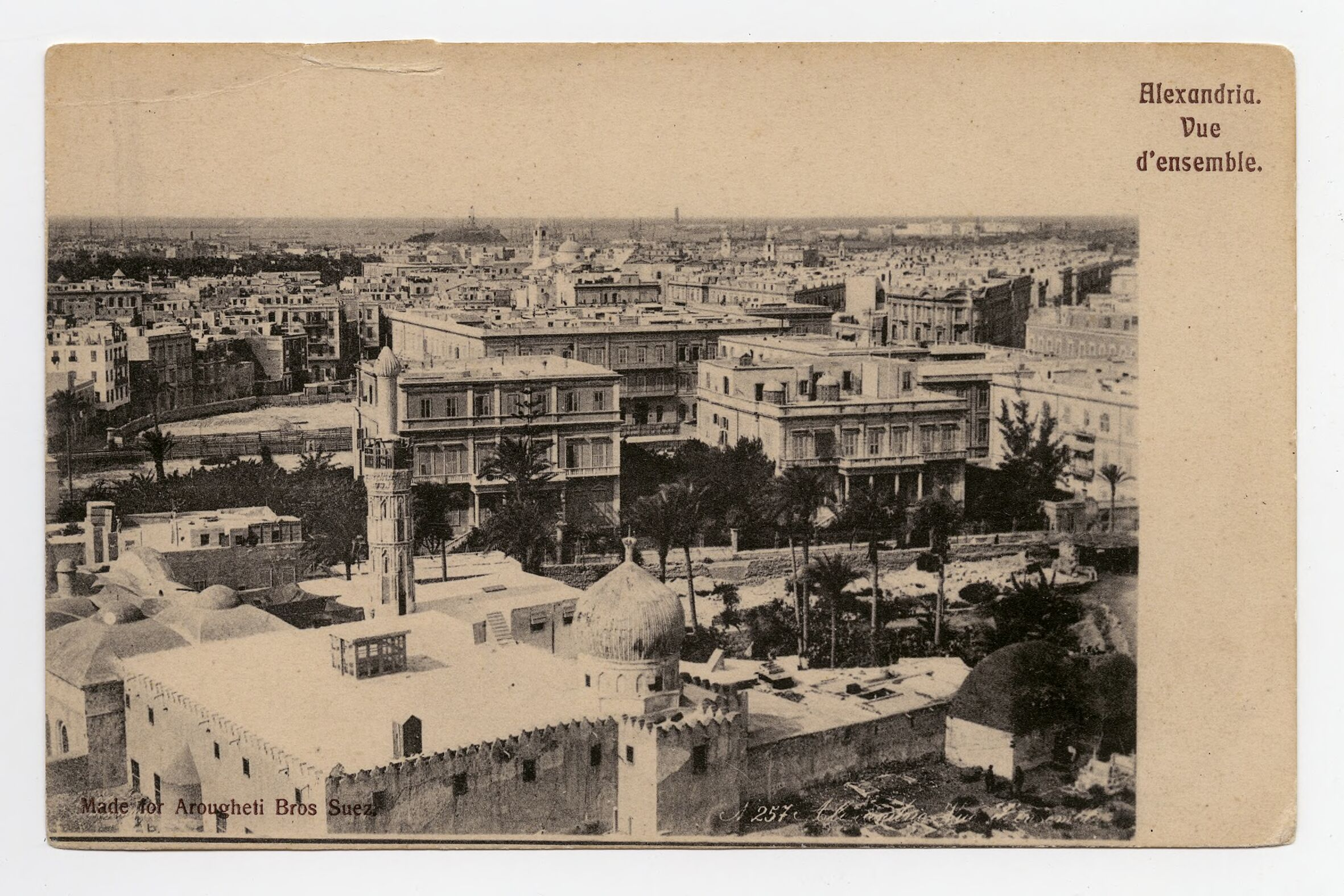
Alexandrie. Vue d'ensemble.

## Alexandrie dans l'œuvre de Forster
L'ouvrage « est à la fois œuvre de romancier et d'amateur. L’Alexandrie de Forster est née, en effet, du coup de foudre d'un hôte de passage ». C'est une promenade littéraire ; on pense aux Promenades dans Rome de Stendhal. « Parcourir la ville devient dans ces conditions une sorte de pèlerinage dans lequel se mêlent présent et passé, histoire et légende. On voit la ville grecque sous la ville moderne, la voie Canopique sous la rue Rosette, le Pharos sous le fort de Kaït Bey. » C'est ce pouvoir d’évocation qui fait le charme et l'intérêt pérenne de l'œuvre. Le livre aide le visiteur à retrouver l'Alexandrie hellénistique et romaine, mais aussi l'Alexandrie cosmopolite, méditerranéenne plus qu'arabe, de la première moitié du XXe siècle sous l'Alexandrie d'aujourd'hui.
Mais l'ouvrage ne peut plus servir de guide pratique pour séjourner dans une ville qui a été bouleversée démographiquement et sociologiquement depuis l'époque de Forster ; tel édifice ou musée n'existait pas encore à cette époque, certains monuments antiques n'avaient pas encore été redécouverts. Même la partie historique est rendue partiellement obsolète par les découvertes archéologiques et les travaux des historiens.

## Éditions récentes
- (en) E. M. Forster (Miriam Allott (Ed.)), Alexandria. A History and a Guide and Pharos and Pharillon, London, André Deutsch, coll. « The Abinger Edition of E.M. Forster » (no 16), 2004, 407 p. (ISBN 0-233-05078-7)L'édition de référence en anglais. Elle comprend Pharos and Pharillon. An Evocation of Alexandria et elle est accompagnée d'un riche commentaire et de plusieurs documents intéressants comme le Memoir que Forster a écrit sur son amant alexandrin Mohammed el-Adl. (Étude détaillée de cet ouvrage par Frederick Williams, « E.M. Forster's Alexandrian Quartet », 2005 (v. Bibliographie, ci-dessous).

### Traductions en français
- Alexandrie. Une histoire et un guide, trad. de l'anglais par Claude Blanc, postface de Robert Ilbert, Paris, Quai Voltaire, 1990, rééd. coll. « 10/18 » no 2404, 1993.  (ISBN 978-2-264-01924-0))
- Pharos et Pharillon. Une évocation d'Alexandrie, trad. de l'anglais par Claude Blanc, Paris, Quai Voltaire, 1991, 142 p.  (ISBN 978-2-876-53100-0)